# Gearóid Morrissey
Gearóid Morrissey (Cork, 17 de noviembre de 1991) es un futbolista irlandés que juega de centrocampista en el Cork City de la Premier Division de Irlanda.

## Carrera internacional
Morrissey fue internacional sub-17 y sub-19 con la selección de fútbol de Irlanda.

## Clubes
| Club             | País       | Año       |
| ---------------- | ---------- | --------- |
| Cork City        | Irlanda    | 2010-2014 |
| Cambridge United | Inglaterra | 2015      |
| Cork City        | Irlanda    | 2016-Act. |

## Palmarés

### Títulos nacionales
| Título               | Club            | País    | Año  |
| -------------------- | --------------- | ------- | ---- |
| Copa de Irlanda      | Cork City F. C. | Irlanda | 2016 |
| Supercopa de Irlanda | Cork City F. C. | Irlanda | 2016 |
| Premier Division     | Cork City F. C. | Irlanda | 2017 |
| Copa de Irlanda      | Cork City F. C. | Irlanda | 2017 |
| Supercopa de Irlanda | Cork City F. C. | Irlanda | 2017 |